# Nordkorea vid världsmästerskapen i simsport 2024
Nordkorea tävlade vid världsmästerskapen i simsport 2024 i Doha i Qatar mellan den 2 och 18 februari 2024. Nordkorea hade en trupp på fem idrottare, varav tre kvinnor och två män.

## Medaljörer
| Medalj | Namn                    | Sport   | Gren                                | Datum      |
| ------ | ----------------------- | ------- | ----------------------------------- | ---------- |
| Silver | Im Yong-myong Jo Jin-mi | Simhopp | Mixat parhopp 10 meter plattform    | 3 februari |
| Silver | Jo Jin-mi Kim Mi-rae    | Simhopp | Damernas parhopp 10 meter plattform | 6 februari |

## Tävlande per sport
Följande är en lista över antalet tävlande per sport.
| Sport   | Herrar | Damer | Totalt |
| ------- | ------ | ----- | ------ |
| Simhopp | 2      | 3     | 5      |
| Totalt  | 2      | 3     | 5      |

## Simhopp
Herrar
| Idrottare                | Gren                   | Kval   | Kval      | Semifinal        | Semifinal        | Final            | Final            |
| Idrottare                | Gren                   | Poäng  | Placering | Poäng            | Placering        | Poäng            | Placering        |
| ------------------------ | ---------------------- | ------ | --------- | ---------------- | ---------------- | ---------------- | ---------------- |
| Ko Che-won               | 10 m plattform         | 281,20 | 37        | Gick inte vidare | Gick inte vidare | Gick inte vidare | Gick inte vidare |
| Im Yong-myong            | 10 m plattform         | 416,60 | 8 Q       | 383,45           | 14               | Gick inte vidare | Gick inte vidare |
| Im Yong-myong Ko Che-won | Parhopp 10 m plattform | —      | —         | —                | —                | 372,96           | 8                |

Damer
| Idrottare            | Gren                   | Kval   | Kval      | Semifinal        | Semifinal        | Final            | Final            |
| Idrottare            | Gren                   | Poäng  | Placering | Poäng            | Placering        | Poäng            | Placering        |
| -------------------- | ---------------------- | ------ | --------- | ---------------- | ---------------- | ---------------- | ---------------- |
| Kim Mi-rae           | 10 m plattform         | 295,50 | 11 Q      | 325,20           | 3 Q              | 349,10           | 4                |
| Kim Hui-yon          | 10 m plattform         | 228,35 | 31        | Gick inte vidare | Gick inte vidare | Gick inte vidare | Gick inte vidare |
| Jo Jin-mi Kim Mi-rae | Parhopp 10 m plattform | —      | —         | —                | —                | 320,70           | 2                |

Mixat
| Idrottare                                      | Gren                   | Final  | Final     |
| Idrottare                                      | Gren                   | Poäng  | Placering |
| ---------------------------------------------- | ---------------------- | ------ | --------- |
| Im Yong-myong Jo Jin-mi                        | Parhopp 10 m plattform | 303,96 | 2         |
| Kim Hui-yon Ko Che-won Jo Jin-mi Im Yong-myong | Lagtävling             | 320,85 | 7         |